# Poecilothomisus speciosus
Poecilothomisus speciosus är en spindelart som först beskrevs av Tord Tamerlan Teodor Thorell 1881.  Poecilothomisus speciosus ingår i släktet Poecilothomisus och familjen krabbspindlar. Inga underarter finns listade i Catalogue of Life.